# Albury-Est
Albury-Est (en anglais : East Albury) est une banlieue d'Albury en Australie, située dans la zone d'administration locale de la ville d'Albury en Nouvelle-Galles du Sud. La population s'élève à 6 224 habitants en 2021.

## Géographie
Albury-Est s'étend sur 12,3 km2 dans la région de la Riverina et est bordée par le Murray. Son centre se trouve à environ 3 km du centre d'affaires d'Albury.

## Démographie
| Année | Population |
| ----- | ---------- |
| 2011  | 6 247      |
| 2016  | 6 098      |
| 2021  | 6 224      |